# Klein Eisleben
Klein Eisleben, auch Lüttchen Eisleben genannt, ist eine wüste Siedlung, in der Gemarkung der Lutherstadt Eisleben.

## Lage
Sie befand sich einst nordöstlich vor Eislebens Tor am Südfuß des Hutberges am Zusammenfluss des Baches aus Volkstedt mit der Glume.

## Geschichte
Die verschiedenen Schreibweisen und Erwähnungen von Klein Eisleben waren:
- 1083 Lütken Isleben
- 1109 Luttigk Isleben
- 1121 Hislevo minor oder auch Isleve parvum (minor/parvum=klein)
- 1362 Lutken Ysleibe

Die erstmalige Erwähnung Klein Eislebens erfolgte durch Cyriacus Spangenberg 1083 in der „Mansfeldischen Chronica“. Dort wird erwähnt, das Lütken Isleben im Kampf zwischen Kaiser Heinrich IV. und Hermann von Luxemburg, Graf von Salm, dem Gegenkönig, der auf der Wasserburg Eisleben residierte, durch die Kaiserlichen Truppen zerstört wurde, danach aber wieder aufgebaut worden sei.
In diesem 4. Teil der „Mansfeldischen Chronica“ weist Spangenberg auch ausdrücklich darauf hin, dass Klein Eisleben (Hislevo minor) der ursprüngliche Namensträger ist und daher als älter anzusehen sei als das „Große Eisleben“ (Hislevo maior).
1342 wurde Klein Eisleben bei der Belagerung der Wasserburg und der Stadt Eisleben von den Braunschweiger Truppen im Streit um die Halberstädter Bischofsfehde verwüstet, jedoch auch hier wieder aufgebaut.
1362 wird Klein Eisleben in der noch immer andauernden Halberstädter Bischofsfehde bei der Belagerung von Eisleben durch Landgraf Friedrich von Thüringen vor den Augen des Grafen Gebhard von Mansfeld dann endgültig niedergebrannt und nicht wieder errichtet.
Die Bewohner der Siedlung ließen sich im sogenannten „Petriviertel“ (damals „Islevo trans aquam“ = „Eisleben jenseits des Wassers“) nieder, die St.-Pauls-Pfarrei zu Lütken Eisleben wurde mit der St.-Petri-Pfarrei vereinigt, die Petrikirche in St.-Petri-Pauli-Kirche umbenannt. Dies erfolgte wohl, weil das Kloster Wimmelburg beide Kirchen innehatte und seine Rechte und Ansprüche wahren wollte.